# EPAS
EPAS (Electronic Protocols Application Software o Software de Aplicación de Protocolos electrónico) es una iniciativa de cooperación no comercial lanzada en Europa que trata de desarrollar una serie de protocolos de datos para ser aplicados en entornos de un punto de interacción (POI).
El proyecto se propone abordar los tres protocolos siguientes : :
- Un protocolo de administración de terminal;
- Un protocolo de aplicación del detallista o minorista;
- Un protocolo del adquirente.

Los objetivos principales comunes a los tres protocolos son:
- Interoperabilidad de protocolo : cada protocolo está diseñado de tal manera que sea independiente del dispositivo externo y el POI;
- Independencia de la arquitectura de sistema y el nivel de integración del POI dentro del protocolo de aplicación del detallista;
- Independencia del soporte de comunicación y protocolos de nivel bajo : cada protocolo es independiente de la conexión de red y abordará tanto las conexiones alámbricas, como las inalámbricas.

## Participantes
El Consorcio EPAS está compuesto por 24 organizaciones, cada una de las cuales está activamente implicada en su ámbito respectivo de experiencia (esquemas de pago de la tarjeta, fabricantes, compañías de servicio, desarrolladores de software, detallistas).
Las organizaciones participantes son :
- Ingenico (FR)
- VeriFone (EE. UU.)
- El Grupo de Lógica (Reino Unido)
- Amadis (CA)
- ELITT (FR)
- MoneyLine (FR)
- Lyra Red (FR)
- Atos Worldline (DE)
- Wincor Nixdorf (ES)
- GIE @– Groupement des Cartes Bancaires "CB" (FR) (Co-ordinator)
- Desjardins (CA)
- Atos Worldline (SER)
- Búsqueda de seguridad y Consultoría (SRC) GmbH (DE)
- Equens SE (NL)
- Sermepa, actualmente Redsys (ES)
- Cetrel (LU)
- Total (FR)
- Quercia (ÉL)
- Universidad de Aplicó Ciencias, Cologne (DE)
- Integri (SER)
- CACEROLA Asociación de Tarjeta nórdica (PNC) (SE)
- GALITT (FR)
- BP (GB)
- RSC Servicios comerciales (DE)
- Europay Austria Zahlungsverkehrssysteme GmbH (EN)
- SIBS (PT)
- Tales de Mileto e-Transacciones España (ES)

### Otras referencias
1. ↑  EPAS, Electronic Protocols Application Software, ITEA3.ORG
2. ↑  EPAS definición
3. ↑  «EPA Miembros». Archivado desde el original el 20 de diciembre de 2016. Consultado el 18 de enero de 2021.

- Datos: Q155090